# 京都医療福祉専門学校
京都医療福祉専門学校（きょうといりょうふくしせんもんがっこう、英：Kyoto College of medical and welfare）は、京都市伏見区に位置する私立の専門学校。
福祉人材の育成と、施設運営の両方を行っている関西福祉学園が運用する。
通学課程と通信課程があり、心理と福祉の分野を学ぶことができる。

## 学科
- 心理メディカル科（精神保健福祉士・社会福祉士）
  - 60名（男女）、昼間2年・通学
- 福祉メディカル科（介護福祉士・社会福祉全般）
  - 60名（男女）、昼間2年・通学
- 精神保健福祉科
  - 一般養成課程（1年7ヶ月）、短期養成課程（11ヶ月）・通信
- 社会福祉士科
  - 一般養成課程（1年7ヶ月）、短期養成課程（11ヶ月）・通信

## 交通
- 近鉄・地下鉄 竹田駅 下車 徒歩3分  /   地下鉄　くいな橋駅　徒歩5分